# 甲氧氯普胺
 甲氧氯普胺  (INN:metoclopramide) 以品牌名稱Primperan等於市場上銷售，是一種用於治療噁心、嘔吐、胃輕癱和胃食道逆流疾病的藥物。它也可用於治療偏頭痛。
給藥途徑有口服給藥、靜脈注射、肌肉注射及鼻腔噴霧
使用後常見的副作用有疲勞、腹瀉和靜坐不能。更嚴重的副作用則有抗精神藥物惡性症候群、遲發性運動不能和憂鬱症。因此，不建議人們持續服用該藥物超過十二週。許多孕婦服用後並未發現對其本身及胎兒有任何傷害證據。甲氧氯普胺屬於多巴胺受體拮抗劑類藥物，具有胃腸動力藥的作用。
甲氧氯普胺於2012年是美國處方量排名前100名的藥物之一。市面上已有其通用名藥物（學名藥） 販售，且已列入於世界衛生組織基本藥物標準清單中。於2022年，此藥物是美國處方量排名第245名的藥物，開立處方箋的數量超過100萬張 。

## 醫療用途

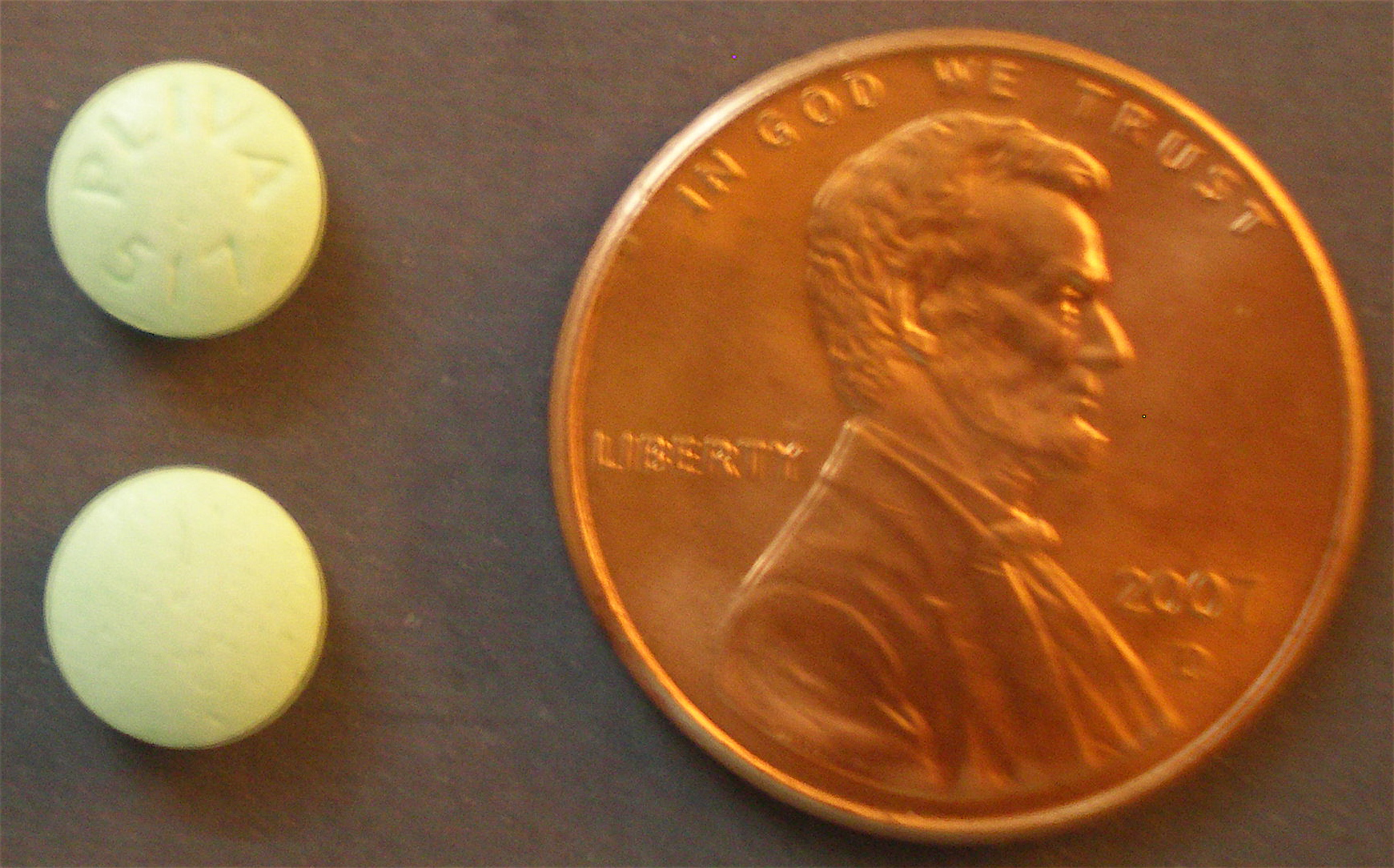
甲氧氯普胺5毫克片劑，圖右方為1美分硬幣。

### 噁心
甲氧氯普胺通常用於治療與多種情況相關的噁心和嘔吐，例如尿毒症、急性放射線症候群、癌症及其化學治療出現的副作用、分娩、感染和止吐。當用作圍手術期的止吐劑，有效劑量通常為25至50毫克（相較於常見的10毫克劑量）。
它也作為治療妊娠劇吐（懷孕期間的嚴重噁心和嘔吐）的第二線治療選擇。
一些緊急醫療服務工作者在運送意識清醒且脊椎已固定的患者時，也會用它預防嘔吐 。

### 偏頭痛
甲氧氯普胺可與撲熱息痛（乙醯胺酚）或乙醯水楊酸（阿斯匹靈） 併用以治療偏頭痛。

### 胃輕癱
有證據支持使用甲氧氯普胺以治療胃輕癱，此種疾病會導致胃排空不良。截至2010年，它是唯一獲得美國食品藥物管理局（FDA）批准用於治療此病症的藥物。
此藥物也用於治療胃食道逆流疾病。

### 泌乳
雖然甲氧氯普胺被用於增加乳汁分泌，但支持其有效性的證據並不充分。此外該用途的安全性也尚不明確。

### 醫療過程
靜脈注射甲氧氯普胺可用於小腸追蹤檢查、小腸灌腸和放射性核素胃排空研究，以縮短鋇劑通過腸道的時間，而減少這些檢查所需的總時數。甲氧氯普胺還能預防口服鋇劑之後出現的嘔吐。

## 禁忌
甲氧氯普胺禁用於罹患嗜鉻細胞瘤的個體。由於它是一種多巴胺受體拮抗劑，可能會加劇帕金森氏症的症狀，此類患者應謹慎使用。對於臨床憂鬱症患者，應避免長期使用，因為它可能會惡化精神狀態。甲氧氯普胺也禁用於以下情況：疑似腸阻塞者 、癲癇患者、近期（三到四天內）曾接受胃部手術者、胃穿孔或阻塞者，以及新生兒。
歐洲藥品管理局在2011年對該藥物的安全性進行審查，並認定不應給予高劑量、使用超過五天，或施用於一歲以下的兒童。管理局建議，此藥物在年齡較大兒童的使用應僅限於化療後或手術後的噁心和嘔吐，且即便如此，也僅限於其他治療失敗的患者。對於成人，他們則建議將其用途限制在治療偏頭痛以及化療後或手術後的患者。

### 懷孕
甲氧氯普胺長期以來在個體的懷孕各階段被廣泛使用，且未有證據顯示會對母親或胎兒造成傷害。一項針對服用甲氧氯普胺的以色列孕婦所生嬰兒進行的大型世代研究，顯示並無證據表明該藥物會增加先天畸形、低出生體重、早產或圍產期死亡的風險。於丹麥進行的一項大型世代研究也發現使用甲氧氯普胺與流產之間沒有關聯。甲氧氯普胺會滲入個體分泌的乳汁中。

### 嬰兒
一項系統綜述的結論提出，針對嬰兒的"胃食道逆流疾病 (GERD) "治療，其結果差異很大。該研究將治療嬰兒GERD的安全性和有效性證據評為"不佳"且"不確定"。

## 副作用

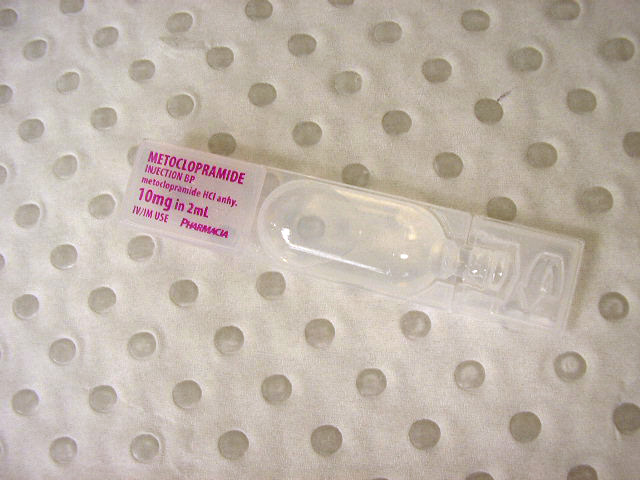
塑膠安瓿包裝的甲氧氯普胺。

與甲氧氯普胺治療相關的常見藥物不良反應包括靜坐不能和局部肌張力不全。不常見的副作用則有高血壓、低血壓、導致乳溢症的高泌乳素血症、頭痛，以及錐體外症候群（例如動眼危象）。
甲氧氯普胺可能是藥物引起運動障礙的最常見原因。在20歲以下的人群以及高劑量或長期治療中，發生錐體外症候群的風險會增加 。遲發性運動不能在某些人身上可能會持續性且不可逆。大多數遲發性運動不能的報告發生在使用甲氧氯普胺超過三個月的人群中。因此FDA建議甲氧氯普胺應用於短期治療，最好不要超過12週。FDA於2009年要求所有甲氧氯普胺製造商揭示黑框警告，提示長期或高劑量使用該藥物，可能有導致遲發性運動不能的風險。

### 罕見副作用
糖尿病、年齡和女性生理性別是增加甲氧氯普胺引起神經精神方面副作用可能性的風險因子 。
罕見的副作用有：
- 恐慌症[28]
- 嚴重憂鬱疾患[28]
- 特定場所畏懼症 [28]
- 顆粒性白血球缺乏症（英语：Agranulocytosis）、室上性心搏過速、醛固酮增多症、抗精神藥物惡性症候群、靜坐不能和遲發性運動不能。
- 正鐵血紅蛋白血症[12][3]

## 藥理學
甲氧氯普胺似乎以奈米摩爾級親和力（Ki值為28.8奈摩爾 (nM)）結合多巴胺D2受體，並作為其受體拮抗劑。此外，它也是一種混合型的5-HT3受體拮抗劑與5-HT4受體激動劑。

### 作用機制
甲氧氯普胺的止吐作用是透過其在腦部化學感受器觸發區的D2受體上的拮抗活性而實現 - 這種作用能阻止大多數刺激引起的噁心和嘔吐。
甲氧氯普胺同時也能增強下食道括約肌的張力。
由於甲氧氯普胺對5-HT3受體的拮抗作用和對5-HT4受體的激動（活化）作用，而可能會影響使用者的情緒。

### 藥物動力學
CYP2D6會代謝甲氧氯普胺。甲氧氯普胺是CYP2D6的可逆性抑制劑，但不會使其失去活性 。甲氧氯普胺的主要代謝產物是經由所有常見細胞色素P450（CYP酶）進行的N-羥基化和N-去乙基化。

## 化學
甲氧氯普胺是一種取代苯甲酰胺（substituted benzamide）。西沙必利和莫沙必利（兩者均為促胃腸蠕動劑）在化學結構上具有相似性。

## 歷史
甲氧氯普胺是一種止吐藥，最早由法國科學家Louis Justin-Besançon和Charles Laville於1964年首次描述。該藥物同年以Primperan的品牌名稱上市。
起初，甲氧氯普胺用於緩解嚴重頭痛或偏頭痛引起的噁心。隨著進展，其應用範圍擴大，也用於治療放射治療和化學治療後的噁心。後來它甚至被用來緩解麻醉引起的噁心。 
美國於1979年引進注射劑型的甲氧氯普胺（品牌名稱Reglan），隔年口服劑型也獲批准。甲氧氯普胺到1980年代已受廣泛應用，成為治療麻醉後噁心最常見的藥物，並在急診室中用於治療胃炎。
口服劑型最終更被核准用於胃食道逆流疾病。
甲氧氯普胺的首批通用名藥物於1985年上市。然而早在1980年代初期，瑞典的藥物警戒研究便開始發出警示，指出該藥物可能導致部分患者出現遲發性運動不能。
FDA於1985年要求在藥物標籤上加註關於遲發性運動不能的警告，指出"遲發性運動不能…可能發生在接受甲氧氯普胺治療的患者中"，並警告不要使用超過12週，因為當時藥物測試的最長時程即為12週。到2009年，FDA更要求在藥物標籤上加註黑框警告。
這種嚴重副作用浮現後引發針對通用名藥廠以及惠氏藥業的一波產品責任訴訟。訴訟過程複雜，因為州法律（決定產品責任）與聯邦法律（決定藥物標籤規定）之間存在管轄權不清的問題，同時通用名藥廠無法控制標籤內容，而是原藥廠才可以。
這類訴訟中出現至少兩起重要案例。在加利福尼亞州州法院的Conte訴Wyeth案中，雖然原告從未服用惠氏的產品，但法院裁定對通用名藥廠的索賠被駁回，對惠氏的索賠卻獲准繼續進行。這確立製藥公司的"創新者責任（innovator liability）"（或"先驅者責任（pioneer liability）"）原則，但此判例在美國加州及其他州並未被廣泛遵循。
與甲氧氯普胺相關的類似爭議最終提交至美國最高法院，即Pliva, Inc.訴Mensing案。最高法院於2011年裁定，通用名藥廠無需對原廠藥標籤上的資訊不足負責。
在Pliva案判決後不久，FDA提出一項規則變更，允許通用名藥廠在原廠藥因非安全因素下市的情況下更新標籤。截至2016年5月，這項規則仍未最終確定，因為它可能會讓通用名藥廠面臨產品責任訴訟，引發爭議。FDA曾表示最終規則將於2017年4月發佈。FDA於2016年7月發佈通用名藥廠更新標籤的指導草案。

## 社會與文化

### 品牌名稱
| A | Adco-Contromet, Aeroflat (甲氧氯普胺及聚二甲基矽氧烷), Afipran, Anaflat Compuesto (甲氧氯普胺與西甲矽油及胰脂肪酶複方藥), Anagraine (甲氧氯普胺及乙醯胺酚),Anausin Métoclopramide, Anolexinon, Antiementin, Antigram (甲氧氯普胺及乙醯柳酸), Aswell |
| B | Balon, Betaclopramide, Bio-Metaclopramide, Bitecain AA |
| C | Carnotprim, Carnotprim, Cephalgan (甲氧氯普胺及卡巴匹林鈣), Cerucal, Chiaowelgen, Chitou, Clifar (甲氧氯普胺及西甲矽油), Clodaset (甲氧氯普胺及昂丹司瓊), Clodoxin (甲氧氯普胺及吡哆醇), Clomitene, Clopamon, Clopan, Cloperan, Cloprame, Clopramel, Clozil |
| D | Damaben, Degan, Delipramil, Di-Aero OM (metoclopramide and simeticone), Dibertil, Digenor (Metoclopramide and Dimeticone), Digespar (甲氧氯普胺及西甲矽油), Digestivo S. Pellegrino, Dikinex Repe (甲氧氯普胺及胰脂肪酶), Dirpasid, Doperan, Dringen |
| E | Egityl (甲氧氯普胺及乙醯柳酸), Elieten, Eline, Elitan, Emenil, Emeprid (獸醫學用途), Emeran, Emetal, Emoject, Emperal, Enakur, Enteran, Enzimar, Espaven M.D. (甲氧氯普胺及聚二甲基矽氧烷), Ethiferan, Eucil |
| F | Factorine (甲氧氯普胺及西甲矽油) |
| G | Gastro-Timelets, Gastrocalm, Gastronerton, Gastrosil, Geneprami |
| H | H-Peran, Hawkperan, Hemibe, Horompelin |
| I | Imperan, Isaprandil, Itan |
| J | |
| K | K.B. Meta, Klometol, Klopra |
| L | Lexapram, Linperan, Linwels |
| M | Malon, Manosil, Maril, Matolon, Maxeran, Maxolon, Maxolone, Meclam, Meclid, Meclizine, Meclomid, Meclopstad, Meniperan, Mepram, Met-Sil, Metajex, Metalon, Metamide, Metilprednisolona Richet, Metoceolat, Metoclor, Metoco, Metocol, Metocontin, Metomide (獸醫學用途), Metonia, Metopar (甲氧氯普胺及乙醯柳酸), Metopar (甲氧氯普胺及乙醯柳酸), Metopelan, Metoperan, Metoperon, Metopran, Metotag, Metozolv, Metpamid, Metsil, Mevaperan, Midatenk, Migaura (甲氧氯普胺及乙醯柳酸), Migpriv (甲氧氯普胺及乙醯柳酸), Migracid (甲氧氯普胺及乙醯柳酸), Migraeflux MCP (甲氧氯普胺及乙醯柳酸), Migrafin (甲氧氯普胺及乙醯柳酸), Migralave + MCP (甲氧氯普胺及乙醯柳酸), MigraMax (甲氧氯普胺及乙醯柳酸), Migräne-Neuridal (甲氧氯普胺及乙醯柳酸), Migränerton (甲氧氯普胺及乙醯柳酸), Motilon |
| N | N-Metoclopramid, Nastifran, Nausil, Nevomitan, Nilatika, Novomit |
| O | Opram |
| P | Pacimol-M (甲氧氯普胺及乙醯柳酸), Pangastren (甲氧氯普胺及西甲矽油), Paramax (甲氧氯普胺及乙醯柳酸), Paspertin, Peraprin, Perinorm, Perinorm-MPS (甲氧氯普胺及聚二甲基矽氧烷), Perone, Piralen, Plamide, Plamine, Plasil, PMS-Metoclopramide, Podokedon, Polun, Poriran, Pradis, Pramidin, Pramidyl, Pramin, Praux, Premig (甲氧氯普胺及乙醯柳酸), Premosan, Prenderon, Prevomic, Primadol (甲氧氯普胺及乙醯柳酸), Primavera-N, Premier, Primlan, Primperan, Primperil, Primperoxane (甲氧氯普胺及聚二甲基矽氧烷), Primram, Primran, Primsel, Pripram, Prokinyl, Promeran, Prometin, Prowel, Pulin, Pulinpelin, Pulperan, Pusuan, Putelome, Pylomid |
| Q | |
| R | R-J, Raclonid, Randum, Reglan, Reglomar, Reliveran, Remetin, Riamide, Rilaquin, Rowelcon |
| S | Sabax Metoclopramide, Sinprim, Sinthato, Soho, Indonesia, Sotatic, Stomallin, Suweilan |
| T | Talex (甲氧氯普胺及胰脂肪酶), Tivomit, Tomit, Torowilon |
| U | |
| V | Vertivom, Vilapon, Vitamet, Vomend (獸醫學用途), Vomesea, Vomiles, Vomipram, Vomitrol, Vosea |
| W | Wei Lian, Winperan |
| X | |
| Y | |
| Z | Zudaw |

## 獸醫用途
甲氧氯普胺常用於貓狗的止吐。此外，它也被用作兔子腸道蠕動的刺激劑。

## 外部連結
- . MedlinePlus.